# Dayton Township (comté de Cedar, Iowa)
Dayton Township est un township, du comté de Cedar en Iowa, aux États-Unis,.

## Source de la traduction
- (en) Cet article est partiellement ou en totalité issu de l’article de Wikipédia en anglais intitulé « Dayton Township, Cedar County, Iowa » (voir la liste des auteurs).